# Mécanisme européen de stabilité
Pour les articles homonymes, voir MES et ESM.
Le mécanisme européen de stabilité ou MES (en anglais, European Stability Mechanism ou ESM)  est un dispositif européen de gestion des crises financières de la zone euro qui succède depuis le 1er juillet 2012, au sein du Pacte budgétaire européen, au Fonds européen de stabilité financière (FESF) qui avait été mis en place en réponse à la crise de la dette publique dans la zone euro. Le MES n'est pas une institution de l'Union européenne ni une agence de l'Union européenne. Il ne concerne que les États membres de la zone euro, le Royaume-Uni n'en ayant jamais fait partie. Le FESF et le MES sont des entités légales séparées mais partagent personnel et locaux.
Le traité instituant le MES crée une institution financière internationale qui peut lever des fonds sur les marchés financiers pour un montant allant jusqu'à 700 milliards d'euros, afin  d'aider sous conditions des États en difficulté et de participer à des sauvetages de banques privées pour essayer de limiter les taux d'intérêt des pays en difficulté. Décidée au Conseil européen des 16 et 17 décembre 2010 à la suite de la crise grecque, rendue possible par amendement du TFUE votée au Parlement européen le 23 mars 2011, la création du MES est soumise à ratification des Parlements nationaux des Etats membres de la zone euro dans le courant de l'année 2012, pour donner un successeur au FESF qui continue d'exister mais n'émet plus. Le statut intergouvernemental unique du traité par lequel le MES a été créé, la conditionnalité de l'aide aux exigences du Traité sur la stabilité, la coordination et la gouvernance (TSCG) et le droit de veto accordé de facto à l'Allemagne et à la France ont fait l'objet de nombreux débats.
Le MES est entré en vigueur le 27 septembre 2012. La gouvernance du MES comme la modification du traité l'instituant incombe aux seuls ministres des Finances des Etats membres de la zone Euro (membres de l'Eurogroupe) qui ont refusé son intégration au droit de l'UE et que son fonctionnement soit sous le contrôle du Parlement européen.
Anciennement dirigé par l'Allemand Klaus Regling depuis le 8 octobre 2012, il est remplacé à sa tête par Pierre Gramegna le 1er décembre 2022.

## Historique

### Origine
Après la crise de la dette dans la zone euro qui a conduit au renflouement des États membres de l'Union, il y eut des tentatives de réformer le fonctionnement de la zone euro en cas de crise. Cela a conduit à la création de mécanismes de renflouement : le Fonds européen de stabilité financière (FESF) et le Mécanisme européen de stabilité financière (MESF). Ceux-ci, conjointement avec le FMI, ont pour objectif de renflouer les États membres en difficulté. Toutefois, le FESF et le MESF étaient destinés à être temporaires (jusqu'à fin 2013) car ces deux mécanismes n'avaient aucun fondement juridique dans les traités de l'Union européenne.

### Amendement du traité sur le fonctionnement de l'Union européenne (TFUE)
Afin de résoudre le problème du fondement juridique, le gouvernement allemand a indiqué qu'un amendement au traité serait nécessaire. Cependant, après la ratification difficile du traité de Lisbonne, certains États et hommes d’État se sont opposés à une modification du traité, notamment le gouvernement britannique qui s'opposait à des changements affectant le Royaume-Uni,. C'est finalement avec le soutien du président français que l'Allemagne obtint l'aval du Conseil européen d'octobre 2010.
La proposition allemande demandait une modification minimale visant à renforcer les sanctions et à créer un mécanisme permanent de sauvetage. Cette modification minimale ne répondant toutefois pas à l'exigence allemande de sanctionner les manquements des États par la suspension du droit de vote. En effet, une telle exigence nécessiterait une modification plus importante du traité.
Le 16 décembre 2010, le Conseil européen trouva un accord pour un amendement de deux lignes au traité, ce qui permet d'éviter la tenue de référendums. En effet, le Président du Conseil européen Herman Van Rompuy a prévu d'examiner les changements à travers la procédure de révision simplifiée,,. La modification change simplement le traité sur le fonctionnement de l'Union européenne pour permettre l'instauration d'un mécanisme permanent.
Le 11 mars 2011, lors du sommet européen de la zone euro, les représentants des États ont trouvé un accord pour signer un traité séparé visant à doter ce mécanisme d'une capacité d'intervention de 500 milliards d'euros. Lors du même sommet, il a été décidé que :
- le MES pourra  accorder des prêts ou acheter de la dette primaire des États contractée auprès des banques sous réserve d'un accord unanime des pays et sous réserve de pratiquer certaines politiques en matière de dépenses publiques. C'est-à-dire que les États bénéficiaires devront s'engager à prendre des mesures précises qui conditionneront l'octroi du prêt ou l'intervention sur le marché primaire de la dette (c'est-à-dire sur les titres de dette nouvellement émis).
- les prêts du MES bénéficieraient « du statut de créance privilégiée, qui ne sera inférieur qu'à celui du FMI »
- un État insolvable devrait négocier un plan de restructuration global avec ses créanciers privés dans le cadre de clauses d'action collective (CAC) afin de revenir à un endettement supportable. La question de la solvabilité d'un État sera examinée sur la base d'analyses de la Commission européenne, du FMI et de la Banque centrale européenne

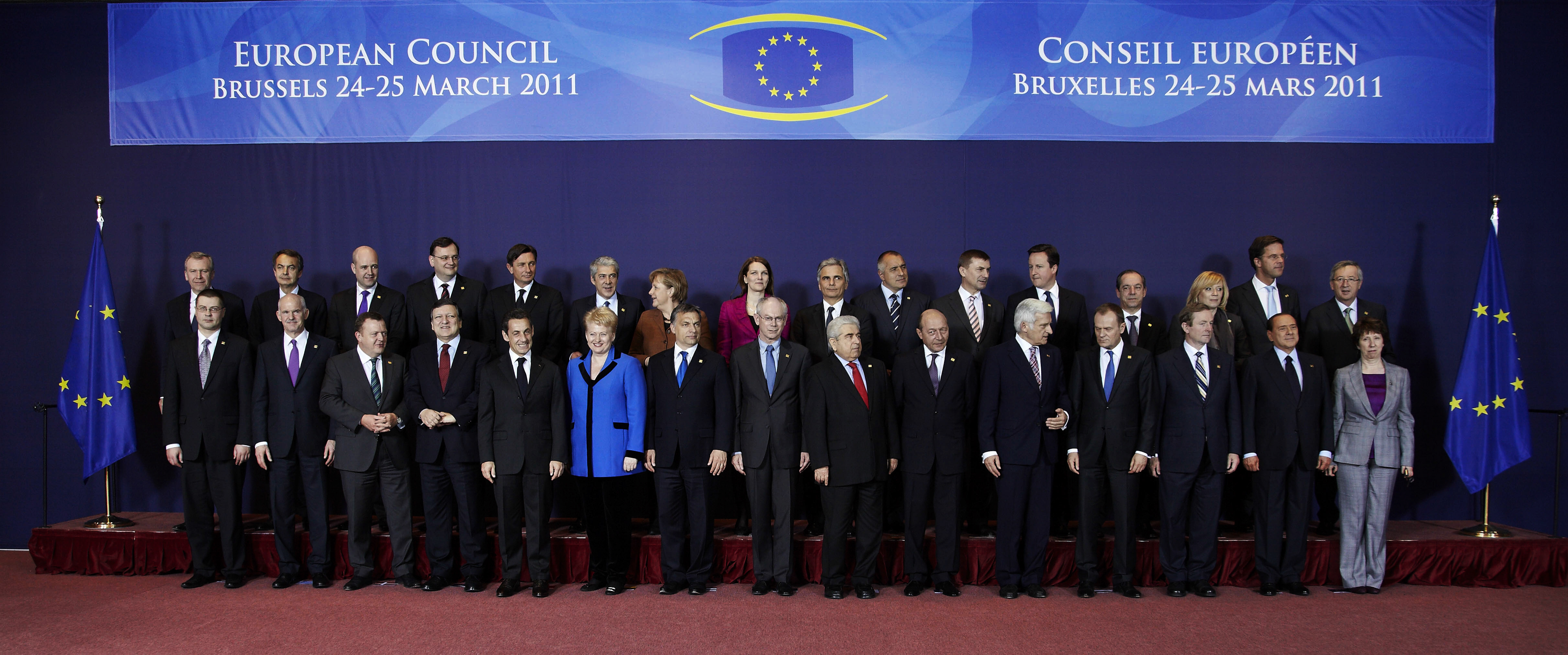
Photo du Conseil européen du 24 mars 2011.

Le 23 mars 2011, le Parlement européen approuva l'amendement de l'article 136 du TFUE (avec un oui majoritaire à 81,9 %) après avoir obtenu la garantie que la Commission européenne, et non les États membres, jouerait un « rôle central » dans le fonctionnement du MES, en regrettant dans le même temps qu'elle n'ait pas été impliquée plus tôt,. Un troisième paragraphe a ainsi été créé,. L'ajout est le suivant :

« les États membres dont la monnaie est l'euro peuvent instituer un mécanisme de stabilité qui sera activé si cela est indispensable pour préserver la stabilité de la zone euro dans son ensemble et que l'octroi, au titre du mécanisme, de toute assistance financière nécessaire, sera subordonné à une stricte conditionnalité. »

— Conclusions du Conseil européen des 16 et 17 décembre 2010
Cet ajout a été effectué conformément à la procédure simplifiée. À ce titre, la révision ne peut accroître les compétences attribuées à l’Union européenne. Cela explique que le mécanisme de stabilité ait été « construit » en dehors du cadre juridique et institutionnel de l’Union européenne, à travers la conclusion d’un accord intergouvernemental.
À ce titre, l'intégration très poussée des institutions européennes a conduit certains à  s'interroger sur la légalité de l'usage de la procédure simplifiée.

### Signature et ratification du traité MES
Le 11 juillet 2011, le Traité établissant le Mécanisme européen de stabilité a été signé par les représentants des États membres de la zone euro.
Le 2 février 2012, une nouvelle version a été signée pour prendre en compte tous les changements qui ont eu lieu depuis, notamment en ce qui concerne la compatibilité avec les autres traités européens, les nouveaux instruments du FESF, la participation exceptionnelle du secteur privé et le passage du vote à la majorité qualifiée de 85 % selon les situations.
Le 21 février 2012, l'Assemblée nationale française a autorisé la création du MES par 256 voix pour, 44 contre et 131 abstentions, la majorité présidentielle votant en faveur, les socialistes s'abstenant et les Verts, Front de Gauche, MPF, Debout la République et d'autres votant contre ce texte.
Le 28 février 2012, le Sénat français a autorisé la ratification du traité sur la création du MES par 169 voix pour, 35 contre et 138 abstentions (de nouveau les socialistes se sont abstenus, seulement 3 d'entre eux auront voté contre).
Le 30 août 2012, l'Estonie est le dernier État de la zone euro à approuver le MES.
Le 12 septembre 2012, la Cour constitutionnelle allemande valide le dispositif,. Toutefois elle émet certaines réserves et en particulier elle limite la participation allemande à 190 milliards d'euros. Pour aller au-delà, il faudra un vote du parlement.
Le 27 septembre 2012, la ratification, par la signature de son président, de l'Allemagne, permet l'entrée en vigueur du MES, les États signataires ayant ratifié le traité représentant plus de 90 % des souscriptions.
Le 8 octobre 2012, a lieu l'installation du MES avec la première réunion de son conseil de gouverneurs et la nomination de Klaus Regling comme directeur.

### Rejet de la proposition d'intégrer le MES au cadre juridique de l'UE
Le MES est une institution de droit international public qui n'est pas régie par le droit de l'UE même si son existence est prévue par le TFUE. 
Le MES est une institution financière internationale ayant son siège à  Luxembourg. Il est régi par le droit international public. Il est souvent comparé à une sorte de "FMI européen". [...]

Les plans de redressement et l’intervention du MES sont uniquement décidés par les ministres des Finances de la zone euro. Le Parlement européen n’a aucun droit de regard, seuls les parlements nationaux peuvent donner leur avis.
Les décisions du MES (octroi ou refus d'aide financière à un Etat, conditions d'octroi, suivi des programmes, etc.) sont soumises à un mode spécial de règlement des litiges : le conseil des gouverneurs, qui rend ses décisions sur la base du Traité MES lui-même (article 37, page 52). Il ne peut faire application d'aucun autre droit. Ce n'est pas la Cour de Justice de l'Union européenne qui est compétente : elle n'est saisie qu'en cas d'appel contre la décision du conseil des gouverneurs et elle ne vérifie, elle-aussi, que le respect du Traité MES. Elle ne peut pas contrôler le respect du droit de l'Union européenne (dont la charte européenne des droits fondamentaux). Le MES dispose d'une juridiction spéciale également pour les litiges avec ses employés qui ne sont pas des fonctionnaires de l'UE.
Le droit de l'Union européenne ne lui étant pas applicable, le MES a institué son propre code de conduite et ses propres règles éthiques, qui sont différents de ceux de l'UE et ne font l'objet d'aucun contrôle extérieur (par exemple du Parlement européen, de la Cour des comptes européennes ou d'une cour indépendante). Comme pour toute institution de droit international public, seuls les Etats membres - parties au traité - ont le droit de contester les décisions du MES, à l'exclusion des citoyens, des personnes morales ainsi que des institutions européennes (Commission, Parlement, Cour européenne des droits de l'homme). Le MES ne travaille qu'en anglais, son site internet, ses communiqués de presse, sa documentation ne font l'objet d'aucune traduction à destination des citoyens de l'UE ou des institutions nationales (notamment le projet de réforme actuel du traité). Jusqu'au Brexit, le MES utilisait le droit anglais pour ses contrats d'emprunt, alors que le Royaume-Uni n'était pas membre de la zone euro ni du traité MES.
Lors de la mise en place d'un plan d'aide, les Etats membres prennent leurs décisions conformément au fonctionnement de l'Eurogroupe. Or, l'Eurogroupe est un organe informel de l'UE : ses travaux et délibérations ne sont pas publics. Ses membres, les ministres des finances de chaque Etat, représentent les intérêts de leur Gouvernement national, dont le poids est fonction de sa participation au plan d'aide. L'absence de participation d'institution européenne, comme la Commission, au sein du processus décisionnel limite de facto une représentation équilibrée des intérêts de la population dont l'Etat sollicite le plan d'aide, puisqu'il ne participe pas à son financement initial. Le fonctionnement du MES écarte une représentation de la population européenne dans son ensemble, au bénéfice des seuls exécutifs nationaux, alors que les Etats sont membres de l'Union européenne, laquelle promeut l'intégration européenne et la défense d'un intérêt commun aux peuples européens.
Il s'agit d'une différence significative avec le recours aux euro-obligations envisagé pour soutenir les Etats de la zone euro via le Plan de relance à l'occasion de la crise du Covid-19 de 2020. En effet, ce mécanisme de soutien financier fait application du droit de l'UE et est soumis au contrôle du Parlement européen qui a pu, notamment, imposer un mécanisme de conditionnalité du versement des fonds au respect de l'État de droit.
Le 6 décembre 2017, la Commission européenne propose de transformer le MES en un Fonds monétaire européen, organe communautaire responsable devant le Parlement européen. Les mécanismes instaurés par le traité MES peuvent être transposés en droit de l'UE sans nécessairement en modifier le contenu ni les modalités techniques, sans conséquences non plus sur leur efficacité ou leur opportunité (donc sans effet quant aux avantages ou inconvénients présentés dans la rubrique critiques ci-dessous).

Cette proposition a été écartée par l’Eurogroupe en 2018 et 2019 qui confirme qu'à l'avenir, le Parlement européen sera destinataire d'un rapport annuel d'activité :
En décembre 2017, la Commission européenne a présenté une proposition de règlement du Conseil sur la création du Fonds monétaire européen, visant à intégrer le MES dans le cadre juridique de l'UE. À la suite des discussions tenues lors des réunions de l'Eurogroupe, les sommets de l'Eurogroupe du 14 décembre 2018 et du 21 juin 2019 ont défini les grandes lignes de la réforme  du MES, qui maintient sa structure actuelle en tant qu'arrangement intergouvernemental (page 1, Overview §2, traduction de l'anglais).
Dans le traité révisé, les membres du MES reconnaissent "le dialogue actuel entre le directeur général et le Parlement européen" (considérant 7), et l'article 30, paragraphe 5, ajoute le Parlement européen à la liste des destinataires du rapport annuel du comité des commissaires aux comptes du MES. Ce sont les seules références à la responsabilité du MES envers les institutions européennes (contrairement à la proposition de la Commission sur un Fonds monétaire européen en tant qu'institution de l'UE, qui définirait clairement la responsabilité du mécanisme envers le Parlement européen) (page 3, Governance  issues:  independence, accountability  and  role  of  the Managing Director §3, traduction de l'anglais).

— Document présentant au Parlement européen les amendements proposés au Traité instituant le MES (Réforme du MES de 2019) (en anglais) 
Conformément à cette communication au Parlement européenne, l'Eurogroupe a décidé d'adopter un traité modificatif du MES (cf. point suivant : "Avenir du MES") pour instaurer des outils supplémentaires sans renforcer le contrôle démocratique ou le rôle des instances européennes sur son fonctionnement (comme le Parlement européen ou la Cour des comptes européenne). Si ce traité modificatif est ratifié par les Etats membres, aucun mécanisme du futur traité MES ne permettra un contrôle de son activité par les Parlements nationaux. Chaque Etat membre peut décider d'instituer cela au niveau interne, au moment de la ratification, mais ce n'est pas prévu par le traité. Seule leur information est prévue par la transmission du rapport annuel d'activité (article 30.5 du projet de révision du traité MES, page 27, en anglais).

### Avenir du MES: réforme du Traité en 2021
Les Etats membres de la zone euro ont décidé le 30 novembre 2020 de modifier le traité MES. La signature et la ratification par les parlements nationaux du traité modificatif se dérouleront au cours de l'année 2021 afin que les nouveaux mécanismes puissent entrer en vigueur au 1er janvier 2022.

Pour être adopté, le traité modificatif doit être ratifié par tous les Parlements des Etats membres : un seul refus suspendrait le processus et contraindrait l'Eurogroupe ou l'Union européenne à trouver d'autres moyens pour adopter les mécanismes prévus. Ces nouveaux mécanismes peuvent être intégrés au droit de l'Union européenne sans que leur efficacité ne soit modifiée. Ils seraient simplement soumis au contrôle des institutions européennes (Commission, Parlement européen, Cour de Justice de l'UE). L'institution MES serait soit dissoute soit intégrée à l'Union européenne, comme de nombreuses institutions ou agences de l'union européenne, par exemple l'AEMF : 
L’Autorité européenne des marchés financiers (AEMF) est une autorité indépendante de l’UE qui vise à améliorer la protection des investisseurs et à promouvoir la stabilité et le bon fonctionnement des marchés financiers. 
Un tel régime mettrait un terme aux débats quant à la conformité du MES au droit de l'Union européenne et aux lacunes sur le plan démocratique (cf. rubrique critiques ci-dessous), grâce au contrôle des institutions de l'UE, avec un rôle pour le Parlement européen, en limitant le pouvoir des ministres des Finances - qui ne sont pas élus par le peuple européen - réunis au sein de l'Eurogroupe.

## Fonctionnement
Le Mécanisme européen de stabilité est une organisation intergouvernementale selon le droit international public et qui siège à Luxembourg. Le MES est doté :
- d'un conseil des gouverneurs (le ministre chargé des finances de chaque État membre) présidé soit par le président de l'Eurogroupe soit par un président issu de ses membres[46]. Les décisions sont prises avec un quorum des deux tiers des membres disposant de droits de vote représentants au moins deux tiers des voix. Les voix dont disposent les États sont proportionnelles à leur participation au capital du MES[47] ;
- d'un conseil d'administration nommé par les gouverneurs. Il vote à la majorité qualifiée (80 à 85 % des voix selon les cas) ;
- d'un directeur général nommé pour cinq ans[48] ;
- d'un capital autorisé fixé à 700 milliards d'euros dont 80 milliards d'euros versés immédiatement et le reste sur cinq ans[49].

Il ne s'agit de permettre au MES d'emprunter pour se financer mais il est précisé qu'« aucun membre du MES, ne peut, du fait de sa qualité de membre, être tenu pour responsable d'obligations du MES ».
La capacité de prêt totale du MES s'élève à 500 milliards €.
Il est doté d'un capital souscrit total proche de 702 milliards €, dont 80 milliards constitués de capital versé par les États membres de la zone euro. Le solde consiste en capital engagé exigible provenant des États membres de la zone euro.
Le MES lève des fonds en émettant des instruments du marché monétaire ainsi que des titres de créance à moyen et à long terme, avec une échéance pouvant aller jusqu'à 30 ans. Il peut aussi conclure des accords avec ses membres, des institutions financières ou d'autres parties.
L'État membre qui sollicite une assistance financière du MES doit, depuis mars 2013, ratifier le Traité sur la stabilité, la coordination et la gouvernance (ce qui est désigné sous l'expression "pacte budgétaire"). Depuis le 1er janvier 2014, l'octroi d'une aide financière est également subordonné à l'application de la règle relative à l'équilibre budgétaire.
Alors que les prêts du MES mis en place pour aider les gouvernements étaient soumis au droit anglais, le MES décida en 2019 de faire régir ses contrats par le droit luxembourgeois.

## Instruments
Le MES dispose d'un large éventail d'instruments. Il peut:
- accorder des prêts à ses membres
- octroyer une assistance financière à titre de précaution
- acheter des titres des États membres bénéficiaires sur les marchés primaire et secondaire
- financer la recapitalisation d'institutions financières par des prêts aux gouvernements
- recapitaliser directement les banques sous certaines conditions.

L'aide financière du MES est "conditionnée" à la mise en œuvre des mesures spécifiques pendant un certain laps de temps. Ces mesures sont destinées à aider l'État membre à stabiliser ses finances publiques, à renforcer sa résilience vis-à-vis des chocs à l'avenir et à accéder de nouveau au financement de marché. Les conditions varient en fonction des besoins et de la situation de l'État membre concerné. Jusqu'à présent, l'instrument le plus fréquemment utilisé est celui des prêts aux gouvernements. Dans ce cas, les conditions pour pouvoir bénéficier d'une assistance financière sont généralement fixées dans un programme d'ajustement. Les conditions font l'objet d'une négociation entre l'État membre concerné et la Commission européenne, en liaison avec la BCE. Lorsque c'est possible, le FMI est également invité à participer activement.

## Aides mises en place
Les pays ayant bénéficié de l'aide fournie par l'intermédiaire des mécanismes de soutien financier sont les suivants :
- la Grèce - dans le cadre de ses programmes d'ajustement macroéconomique (2010-2013; 2012-2014; 2015-2018) - par le mécanisme de prêt à la Grèce, le FESF, le MESF et le MES
- l'Irlande - dans le cadre d'un programme d'ajustement macroéconomique (2010-2013) - par le MESF et le FESF
- l'Espagne - pour la recapitalisation de son secteur bancaire (2012-2014) - par le MES
- le Portugal - dans le cadre d'un programme d'ajustement macroéconomique (2011-2014) - par le MESF et le FESF
- Chypre - dans le cadre d'un programme d'ajustement macroéconomique (2013-2016) - par le MES

## Plan de soutien lié au covid 19
Le Mécanisme européen de stabilité a mis en place un soutien dans le cadre de la crise pandémique, sur la base d'une ligne de crédit de précaution existante, adaptée pour tenir compte de la crise provoquée par la COVID-19. Il peut fournir des prêts disponibles dans tous les États membres de la zone euro, à concurrence de 2 % de leur PIB cumulé, pour un montant total de 240 milliards d'EUR. Les prêts du MES sont octroyés sans condition (au sens où le recours à cette ligne budgétaire n’implique pas de contrôle de la part du MES sur la gestion future des finances publiques de l’Etat membre) sinon celle d'utiliser les fonds pour couvrir les coûts de santé « directs et indirects » liés au coronavirus.
En août 2020, aucun Etat n'avait fait appel à ce plan du fait des expériences précédentes et du risque de mauvaise perception par le public des Etats faisant appel à ces lignes de crédit, comme en Italie.

## Critiques

### Arguments en faveur du MES
Jürgen Stark, économiste en chef de la Banque centrale européenne, estimait devant le Parlement européen que les discussions en cours pourraient conduire, à terme, à la création d'un « ministère européen des finances ». Cela passerait au préalable par la création d'une entité « indépendante avec un mandat précis et un cadre institutionnel fort ». Selon lui, « des institutions fortes et indépendantes au niveau de la zone euro et au niveau national encourageraient la transparence et augmenteraient la pression pour mener des politiques appropriées et pour contrecarrer d'éventuelles tendances à la négligence des règles budgétaires par un État ». Il a ajouté que les États membres de la zone euro ne respectant pas les limites du déficit budgétaire et sollicitant l’aide du MES, devront être placés sous « tutelle financière ».

#### Allemagne
Le ministre des Finances allemand Wolfgang Schäuble estimait le 24 octobre 2011, « qu'un mécanisme permanent serait plus à même de rétablir la confiance qu'une solution temporaire comme le FESF ».

#### Finlande
La ministre Jutta Urpilainen a déclaré que la Finlande n'a pas l’intention de consentir à une « crise financière permanente ». Cependant, la Finlande s'opposait à ce que le seuil de 85 % nécessaire à l’adoption d'acte selon la procédure d'urgence créait un droit de veto de facto pour États membres dont la participation au capital du fonds dépasse les 15 % (à savoir l'Allemagne et la France). La Finlande a finalement accepté de faire des compromis, notamment car « si le fonctionnement du MES était soumis à la règle de l’unanimité, cet instrument aurait été si rigide qu’il n’aurait pas rempli son objectif ».

#### France
Harlem Désir, premier secrétaire délégué du Parti socialiste, a précisé les raisons de l'abstention du Parti socialiste au vote adoptant le MES. Il déclare que le Parti socialiste est en faveur du MES mais qu'il conteste « le lien entre le MES et le traité budgétaire ». Pierre Moscovici considère que le MES serait indispensable « pour stabiliser la zone euro » et garantir une aide financière aux États membres en difficultés. La délégation socialiste française au Parlement européen a appelé de ses vœux et approuvé le Mécanisme européen de stabilité, avant l'introduction d'un lien avec le traité budgétaire, tout en émettant plusieurs critiques, notamment sur les moyens dont le MES dispose. S'exprimant sur le Conseil européen de décembre, Catherine Trautmann a notamment déclaré : « pour faire face à l’urgence, les mesures concrètes sont, toujours, insuffisantes. La force de réaction de l’Eurozone reposerait ainsi sur le Mécanisme Européen de Stabilité (MES) et le renflouement du FMI à hauteur de 200 milliards euros. Le MES, dont la mise en œuvre serait anticipée d’un an, en juillet 2012, aurait une capacité de prêts de 500 milliards d’euros. C’est trop peu, et trop tard : aucun accord n’a été trouvé pour augmenter ses ressources, ni pour le doter d’une licence bancaire comme nous le préconisons. Début 2012, l’Italie et l’Espagne devront recourir à de nombreux emprunts : nul ne sait s´ils trouveront preneurs et à quels taux d’intérêt. En refusant d’admettre publiquement que la BCE intervienne, comme nous le souhaitons, les dirigeants européens se privent de la seule arme efficace ».
Les économistes Alain Lipietz, Yann Moulier-Boutang et Shahin Vallée et les députés européens Jean-Paul Besset et Daniel Cohn-Bendit ont qualifiée l'abstention de la gauche au vote de l'Assemblée nationale du 21 février 2012 de « bourde historique » car « ils ont fait le choix de s'opposer ou de s'abstenir lors du vote sur la ratification du traité créant un outil de solidarité à l'égard des pays de la zone euro qui ne peuvent plus emprunter ». Selon eux, cette solidarité répond à l'intérêt de l'ensemble des États membres. En effet, la faillite d'un État européen aurait pour conséquence la faillite des banques, lesquelles détiennent les économies des particuliers, etc. Ils considèrent d'ailleurs que la création du MES est un premier pas vers une Europe fédérale avec son propre Trésor public et son propre budget. Ils considèrent qu'un mécanisme similaire au MES aurait dû être adopté dès le traité de Maastricht. Ils ajoutent que le MES est « certes imparfait puisque fruit de compromis, mais qui se tient : un fonds solidaire, empruntant à la place des pays ayant perdu tout crédit auprès des marchés internationaux, avec la garantie de l'ensemble de l'Europe ». Enfin, ils qualifient de « démagogues [ceux qui] refusent la création du MES, mobilisant l'émotion créée par les plans d'austérité démentiels imposés à la Grèce en l'absence du MES ».
Concernant le lien entre le traité instituant le MES et le traité sur la stabilité, la coordination et la gouvernance de l'Union (TSCG), ils rappellent que le seul lien existant entre les deux traités est une déclaration des gouvernements survenue le 9 décembre 2011 laquelle n'a aucune valeur légale. Ils ajoutent que « ce couplage ne figure pas dans les articles du traité MES », la déclaration étant seulement évoquée dans les considérants. Par conséquent, ils sont en faveur de l'adoption du MES, et pour un rejet du TSCG qu'il faudrait dès lors renégocier, ajoutant que le MES ne doit être rejeté que s'il avait été un mauvais mécanisme de solidarité.
En outre, l'eurodéputé vert Daniel Cohn-Bendit  considère que le MES serait « l’une des rares choses positives » que le Conseil européen ait pu consentir. En effet, selon lui, le MES instaurerait une solidarité financière entre les États membres de la zone euro qui permettrait, par la suite, la mise en place d'obligations européennes. Selon lui, le fait d'avoir approuvé le MES pourrait même servir à appuyer au moment de la ratification du Pacte une réorientation du TSCG en faveur des politiques de relance qui en sont jusqu'alors absentes. En effet, selon lui, la politique d'austérité ne permettra pas de résoudre la situation grecque. Il préconise au contraire la levée du secret bancaire – qui devrait, selon lui, dévoiler jusqu'à 200 milliards d'euros placés à l'étranger par les Grecs –, une réduction des dépenses militaires, le développement de l’investissement dans les énergies renouvelables et économies d'énergie, et une importante réforme de l'État piloté à la fois par les Grecs et les Européens.

### Arguments en défaveur du MES

#### Allemagne
En Allemagne, certains politiciens du Parti libéral-démocrate et du CSU sont contre le MES.
Eike Hamer, éditeur de Wirtschaft aktuell, estime quant à lui que la souveraineté des États sera abolie de fait, que le processus démocratique (élections) sera détourné et rendu ineffectif, car il considère que les fonctionnaires de l'UE décideront de la politique budgétaire. Selon lui, ces fonctionnaires ne seront soumis à aucun contrôle démocratique et jouiront d'une impunité totale.
L'Ifo Institut für Wirtschaftsforschung a critiqué l'introduction du MES. Son président, Hans-Werner Sinn, considère que le plan de sauvetage serait une aventure incalculable pour l'Allemagne et un frein à la croissance. Il a notamment fait valoir que l’Allemagne se portait de facto garante des dettes des États membres de la zone euro et qu'elle les prendrait en charge ce qui augmenterait les coûts pour l’État allemand. Il plaide pour la fin des aides aux États qui en ont besoin et critique le gouvernement fédéral ainsi que le Bundestag car il affaiblirait la demande et mettrait en danger l’euro et le projet européen.

#### Autriche
Le spécialiste du droit européen d'Innsbruck, Walter Obwexer a critiqué le texte car, selon lui, « contrairement à d'autres institutions de l'UE telles que la Commission européenne, il n'y aura aucun contrôle parlementaire. […] Le MES n'est, à quelques exceptions près (par exemple, la compétence de la CJUE dans les médiations), intégré dans aucun système de contre-pouvoir. Ses travaux ne sont ni publics ni transparents ». La critique d'Obwexer porte aussi sur le fait qu'il n'y aurait pas d'examen de la part de la Cour des comptes européenne.

#### Belgique
En Belgique, une action citoyenne d'interpellation des parlementaires nationaux sur le Mécanisme européen de stabilité a vu le jour à l'initiative du CADTM Belgique.

#### Finlande
Les partis d'opposition Vrais Finlandais et le Parti du centre sont contre le MES.

#### France
Le Front de Gauche estime que le MES ne serait rien d'autre que la généralisation du schéma qui s'est produit en Grèce,. Les mesures d’austérité deviendraient automatiques dès qu’une aide est accordée à un pays européen. Le MES serait également, selon le Front de Gauche, le symbole d’une dérive autoritaire supplémentaire de l’Union européenne, car le MES jouit d'une immunité totale. En effet, aucune action judiciaire ou administrative ne peut être engagé contre le MES. Il s’agirait ni plus ni moins d'une remise en cause du principe de souveraineté populaire. Le Front de Gauche demande l'organisation d'un référendum sur ce traité.
Patrick Le Hyaric, vice-président du groupe Gauche unitaire européenne/Gauche verte nordique (GUE/NGL) au Parlement européen, directeur de L’Humanité et de L’Humanité dimanche, estime que le MES et le Pacte budgétaire européen pourraient avoir des conséquences néfastes. Il considère que le MES n'est « pas qu’une simple caisse d’entraide ou de secours », au contraire. En effet, le MES a le pouvoir de demander de l'argent aux États de manière illimitée, et l'aide éventuellement accordée à un pays en difficulté est dépendante de l'acceptation et l'application par ce pays de toutes les dispositions prévues dans le nouveau traité (Traité sur la stabilité, la coordination et la gouvernance au sein de l'Union économique et monétaire, plus communément appelé Pacte budgétaire). Cette dernière condition impliquerait, selon Le Hyaric, de « pressurer les citoyens » par l'adoption de mesures telles que le recul de l'âge de la retraite, la diminution des salaires, la réduction des dépenses sociales, etc. Il ajoute enfin que les Parlements nationaux ne pourraient pas intervenir dans le processus, alors que « la Commission de Bruxelles, la Banque centrale européenne et le Fonds monétaire international disposent, eux, des pleins pouvoirs qu'ils ne détiennent pas du suffrage universel ».
Le Hyaric affirme que le MES et le Pacte budgétaire européen sont liés. Selon lui, l'un édicte la politique d'austérité, l'autre conditionne l'aide du MES à la mise en œuvre de cette austérité. D'après lui, une manière positive d'amender le traité de Lisbonne aurait été de modifier les missions de la Banque centrale européenne, ce qui permettrait à cette dernière d'initier un nouveau système de crédit. La BCE prendrait alors à sa charge « tout ou partie de la dette des États et prêterait directement à ceux-ci aux mêmes taux qu’elle le fait pour les banques privées ».
À droite, le parti Debout la République, présidé par Nicolas Dupont-Aignan se prononce lui aussi contre le MES. Son porte-parole, Laurent Pinsolle le qualifie d'« anti-démocratique et antisocial », et trouve « délirant » le fait qu'un dispositif engageant la France à hauteur de 142 milliards d’euros (soit plus du double du budget annuel de l’éducation nationale) n'ait pas donné lieu à un débat public. À l'instar des partis de gauche, Nicolas Dupont-Aignan insiste aussi sur les liens entre le MES et le Pacte budgétaire européen et appelle à la tenue d'un référendum.
Le Front national par la voix de Marine Le Pen s'oppose au MES dans son colloque sur l'Europe du 21 février 2012, considérant que le Mécanisme européen de stabilité est « une austérité à vie » et « une prison pour les peuples » et dénonce « un mécanisme au service des puissances d'argent », « l'opacité dans laquelle les choses se font » en le qualifiant de « déni épouvantable de la démocratie ».

#### Pays-Bas
Geert Wilders, président du Parti pour la liberté, s'oppose à toute augmentation ou systématisation des transferts de paiements des Pays-Bas aux autres États membres de l’Union.

#### Slovaquie
En Slovaquie, le deuxième plus important parti gouvernemental, Liberté et Solidarité, est contre la forme actuellement prévue du MES car il ne croit pas qu'il protègera les États de la crise de la dette,. Le 11 octobre 2011, le Conseil national de la République slovaque a rejeté l'amendement proposé par 55 voix « pour », 9 « contre » et 78 abstentions. Le quorum nécessaire à l'approbation n'a donc pas été atteint lors de ce vote qui était associé à un vote de confiance, et qui conduisit à la démission du gouvernement.